# Henry (Dél-Dakota)
Henry város az USA Dél-Dakota államában. Lakosainak száma 256 fő (2020. április 1.).

## Népesség
A település népességének változása:

| 2010 | 267 |
| 2020 | 256 |